# Un flambeau, Jeannette, Isabelle
Un flambeau, Jeannette, Isabelle (letteralmente “Una fiaccola, Jeannette, Isabelle”) è un tradizionale canto natalizio francese, originario della Provenza e pubblicato per la prima volta nel 1553.
In Provenza, il brano viene intonato la notte di Natale lungo le strade dalla popolazione vestita da pastori e con in mano delle fiaccole.
Del brano esiste anche un adattamento in inglese, che porta il titolo di Bring a Torch, Jeanette, Isabella e di cui esistono varie versioni.

## Testo
La canzone parla di due contadine di nome Jeannette ed Isabelle che cercano una mangiatoia a Betlemme per le loro mucche: una volta trovata questa mangiatoia, scoprono che in quel luogo è nato Gesù e danno l'annuncio alla popolazione, che ricompare munita di fiaccole per assistere all'avvenimento:
Un flambeau, Jeannette, Isabelle --
Un flambeau!  Courons au berceau!
C'est Jésus, bonnes gens du hameau.
Le Christ est né; Marie appelle!
Ah! Ah! Ah! Que la Mère est belle,
Ah! Ah! Ah! Que l'Enfant est beau!
C'est un tort, quand l'Enfant sommeille,
C'est un tort de crier si fort.
Taisez-vous, l'un et l'autre, d'abord!
Au moindre bruit, Jésus s'éveille.
Chut! chut! chut! Il dort à merveille,
Chut! chut! chut! Voyez comme il dort!
Doucement, dans l'étable close,
Doucement, venez un moment!
Approchez!  Que Jésus est charmant!
Comme il est blanc!  Comme il est rose!
Do! Do! Do! Que l'Enfant repose!
Do! Do! Do! Qu'il rit en dormant!

## Incisioni
Il brano è stato inciso, tra l'altro, da: Joan Baez (1966, The Swingle Sisters, ecc. Loreena McKennitt, ecc.